# Pallas (Band)
Pallas ist eine schottische Band des Progressive Rock, in der Variante des Neo-Prog der 1980er Jahre. Neben IQ, Pendragon, Abel Ganz, Twelfth Night und Marillion bilden sie die Elite des britischen Neo-Prog.

## Bandgeschichte
Pallas wurde 1979 in Aberdeen gegründet. Entstanden waren sie aus einer Formation namens Rainbow, der unter anderem Bassist Graeme Murray angehörte. Bis auf ihn hatten alle Mitglieder gewechselt, als Pallas in der Besetzung Euan Lowson (Sänger), Niall Mathewson (Gitarre), Ronnie Brown (Keyboard), Graeme Murray und Derek Forman (Schlagzeug) Anfang der 1980er mehrere Singles und ein Album in Eigenregie veröffentlichten. Das Livealbum Arrive Alive verhalf ihnen zu einem Plattenvertrag mit dem EMI-Sublabel Harvest. Mit dem ersten offiziellen Studioalbum The Sentinel gelang ihnen 1984 der Durchbruch. Es war von Eddie Offord produziert worden, der schon mit Emerson, Lake and Palmer und Yes zusammengearbeitet hatte. Das Album verpasste nur knapp die Top 40 der britischen Charts und wurde auch international veröffentlicht. Sie schafften es, dem Progressive Rock der 1970er Jahre eine neue, zeitgemäße Richtung zu geben. Ihr Stil war ein bombastischer, gitarrenlastiger Sound, in Anlehnung an die frühen Yes-Alben oder andere Vertreter des frühen Prog, aber partiell deutlich härter und durchaus auch von Hardrock-Formationen beeinflusst.
Bereits beim ersten Album hatte es Unstimmigkeiten mit dem Label und dem Produzenten über Inhalt und Abmischung gegeben. Während die Band ein Konzeptalbum wollte, bestand das Label auf Single-tauglichen Songs. Euan Lowson hatte aus Unzufriedenheit mit der Entwicklung die Band verlassen. Das nächste Album The Wedge zwei Jahre später wurde mit Alan Reed als neuem Sänger aufgenommen. Es erreichte zwar wieder die Charts, kam aber nicht an den Vorgänger heran. Im Gegensatz zu Sentinel brachte es auch keinen Singlehit hervor. Da beim Label auch die kommerziell erfolgreichere Band Marillion mit demselben Zielpublikum unter Vertrag stand, entschied man sich bei Harvest für die Engländer und löste den Vertrag mit Pallas auf.
Ein neuer Vertrag mit Polygram kam aus ähnlichen Gründen, wie sie zum Zerwürfnis mit EMI führten, nicht zustande. In der Folgezeit fiel die Band teilweise auseinander, löste sich aber nie auf und gab weiterhin Konzerte. Erst nach langer Pause und mit Colin Fraser als Schlagzeuger anstelle von Forman nahmen Pallas 1999 wieder ein Studioalbum mit dem Titel Beat the Drum auf. Seitdem erschienen in unregelmäßigen Abständen weitere Studio- und vor allem Livealben und DVDs. Die Band blieb vor allem live sehr aktiv und war unter anderem einer der Headliner beim 5. Night of the Prog Festival am 3. September 2010 auf der Loreley. Vor dem sechsten Studioalbum XXV wechselte ein weiteres Mal der Sänger: Reed wurde von Paul Mackie abgelöst.

## Diskografie

### Studioalben
- 1984 The Sentinel
- 1986 The Wedge
- 1999 Beat the Drum
- 2001 The Cross and the Crucible
- 2005 The Dreams of Men
- 2011 XXV
- 2014 Wearewhoweare
- 2023 The Messenger

### Livealben / Kompilationen
- 1981 Arrive Alive
- 2000 Live Our Lives
- 2002 Mythopoeia (Kompilation)
- 2003 The Blinding Darkness (DVD)
- 2005 The River Sessions 1
- 2005 The River Sessions 2
- 2005 Live from London (DVD)'
- 2006 Official Bootleg 27.01.06
- 2008 Moment to Moment (DVD)
- 2012 Live at Lorelei (14-02-2012) (DVD)
- 2019 The Edge Of Time (Boxset/Kompilation)